# Guerrilla Cambridge
Guerrilla Cambridge (conosciuta precedentemente come Cambridge Studio) è stata un'azienda produttrice di videogiochi che faceva parte del gruppo del SCE Worldwide Studios. È stata formata nel luglio del 1997, quando Sony Computer Entertainment Europe ha acquisito il Millennium studio da Cyberlife Ltd.
Il 10 gennaio 2012, lo studio SCE Cambridge Studio è stato ristrutturato e da allora in poi lavorarono a stretto contatto con i Guerrilla Games, formando lo studio Guerrilla Cambridge. Il loro primo gioco è Killzone: Mercenary per PlayStation Vita disponibile nel 2013
Il 12 gennaio 2017, Sony conferma la chiusura dello studio Guerrilla Cambridge.

## Titoli sviluppati

### SCE Cambridge Studio
| Titolo                 | Anno di pubblicazione | Piattaforma          |
| ---------------------- | --------------------- | -------------------- |
| MediEvil               | 1998                  | PlayStation          |
| MediEvil 2             | 2000                  | PlayStation          |
| C-12: Final Resistance | 2001                  | PlayStation          |
| Primal                 | 2003                  | PlayStation 2        |
| Ghosthunter            | 2004                  | PlayStation 2        |
| MediEvil Resurrection  | 2005                  | PlayStation Portable |
| 24: The Game           | 2006                  | PlayStation 2        |
| PlayTV                 | 2008                  | PlayStation 3        |
| LittleBigPlanet        | 2009                  | PlayStation Portable |
| TV Superstars          | 2010                  | PlayStation 3        |
| PlayTV 2               | 2010                  | PlayStation 3        |

### Guerrilla Cambridge
| Titolo                         | Anno di pubblicazione | Piattaforma      |
| ------------------------------ | --------------------- | ---------------- |
| Killzone: Mercenary            | 2013                  | PlayStation Vita |
| RIGS: Mechanized Combat League | 2016                  | PlayStation 4    |

## Contributi
Inoltre Studio Cambridge ha contribuito alla realizzazione dei seguenti titoli:
- Heavenly Sword
- Wipeout
- PlayStation Home
- Killzone 2
- EyeToy
- PlayTV TV digitale e registratore